# Silenen (gemeente)

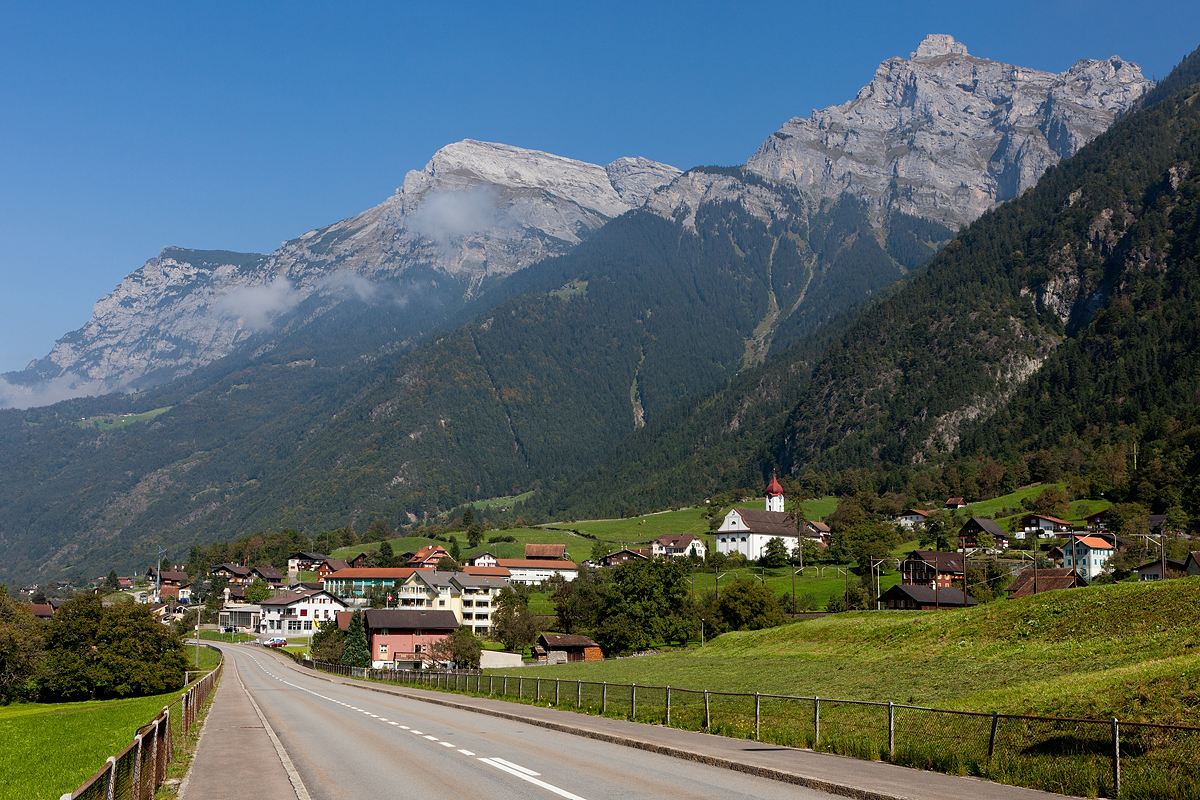
Silenen ligt in de gelijknamige gemeente.

Silenen is een gemeente in het Zwitserse kanton Uri. Deze gemeente is in oppervlakte de grootste van het kanton en telt 2.195 inwoners. De gemeente bestaat uit de plaatsen Silenen, Amsteg en het in het Maderanertal gelegen Bristen.

## Geboren
- Heidi Z'graggen (1966), politica